# 佐道明広
佐道 明広（さどう あきひろ、1958年 - ）は、日本の国際政治学者、歴史学者。中京大学教授。博士（政治学）。
専門は日本政治外交史、戦後日本の防衛政策。

## 略歴
福岡県出身。1983年学習院大学法学部卒業。1989年東京都立大学大学院社会科学研究科政治学専攻博士課程単位取得。政策研究大学院大学C.O.E.オーラル・政策研究プロジェクト・プロフェッショナル・スタッフなどを経て、中京大学大学院経済学研究科長。2002年「自主と同盟 戦後日本における防衛と政治 1950-1983」で学習院大学から博士（政治学）の学位を取得。この他、近代日本史料研究会（略称KINS、代表：伊藤隆）の運営委員を務める。

## 著書

### 単著
- 『戦後日本の防衛と政治』（吉川弘文館、2003年）、〈増補新版〉2024年2月　ISBN　9784642039338
- 『戦後政治と自衛隊』<歴史文化ライブラリー212>（吉川弘文館、2006年）、POD版 ISBN 9784642756129
- 『「改革」政治の混迷　1989～』<現代日本政治史5>（吉川弘文館、2012年）、ISBN　9784642064392
- 『沖縄現代政治史　「自立」をめぐる攻防』（吉田書店、2014年）
- 『自衛隊史論　政・官・軍・民の60年』（吉川弘文館、2014年）、ISBN　9784642038416
- 『自衛隊史　防衛政策の七〇年』<ちくま新書>（筑摩書房、2015年）、ISBN　9784480068606

### 共編著
- （服部龍二・小宮一夫）『人物で読む近代日本外交史　大久保利通から広田弘毅まで』（吉川弘文館、2008年）
- （服部龍二・小宮一夫）『人物で読む現代日本外交史　近衛文麿から小泉純一郎まで』（吉川弘文館、2008年）
- （古川浩司・小坂田裕子・小山佳枝）『資料で学ぶ国際関係』（法律文化社、2011年）